# Laurence Owen
Laurence Rochon "Laurie" Owen (Berkeley, Califórnia, 9 de maio de 1944 – Berg-Kampenhout, Bélgica, 15 de fevereiro de 1961) foi uma patinadora artística americana, que competiu no individual feminino. Ela conquistou a medalha de bronze no Campeonato dos Estados Unidos de 1961 e se qualificou para os Jogos Olímpicos de Inverno de 1960, onde terminou na sexta posição, em 1961 ela foi campeã do campeonato nacional americano. Ela era filha de Maribel Vinson e Guy Owen, e irmã de Maribel Owen.
Owen morreu no acidente com o voo Sabena 548 nas imediações do Aeroporto de Bruxelas, quando viajava junto com a delegação dos Estados Unidos para disputa do Campeonato Mundial que iria acontecer em Praga, na Tchecoslováquia.

## Principais resultados
| Resultados                                            | Resultados      | Resultados        | Resultados      | Resultados    | Resultados    | Resultados    | Resultados    | Resultados    | Resultados    | Resultados    | Resultados    | Resultados    | Resultados    | Resultados    |
| Internacional                                         | Internacional   | Internacional     | Internacional   | Internacional | Internacional | Internacional | Internacional | Internacional | Internacional | Internacional | Internacional | Internacional | Internacional | Internacional |
| Evento/Temporada                                      | 1958– 1959      | 1959– 1960        | 1960– 1961      |               |               |               |               |               |               |               |               |               |               |               |
| ----------------------------------------------------- | --------------- | ----------------- | --------------- | ------------- | ------------- | ------------- | ------------- | ------------- | ------------- | ------------- | ------------- | ------------- | ------------- | ------------- |
| Jogos Olímpicos                                       |                 | 6.ª               |                 |               |               |               |               |               |               |               |               |               |               |               |
| Campeonato Mundial                                    |                 | 9.ª               |                 |               |               |               |               |               |               |               |               |               |               |               |
| Campeonato Norte-Americano                            |                 |                   | Medalha de ouro |               |               |               |               |               |               |               |               |               |               |               |
| Nacional                                              |                 |                   |                 |               |               |               |               |               |               |               |               |               |               |               |
| Campeonato dos Estados Unidos                         |                 | Medalha de bronze | Medalha de ouro |               |               |               |               |               |               |               |               |               |               |               |
| Campeonato dos Estados Unidos – Júnior                | Medalha de ouro |                   |                 |               |               |               |               |               |               |               |               |               |               |               |
|                                                       |                 |                   |                 |               |               |               |               |               |               |               |               |               |               |               |
| Legenda: Competição não foi disputada nesta temporada |                 |                   |                 |               |               |               |               |               |               |               |               |               |               |               |